# Fràngula
La fràngula és un arbust amb el nom científic complet de Frangula alnus Mill. (= Rhamnus frangula L. ), i pertany a la família Rhamnaceae.
En llatí botànic antic existeixen diversos sinònims, tals com Rhamni frangulae cortex, Avorni cortex, Alni nigrae cortex. En català rep les denominacions de: fràngula, vern menut, vern negre, vern bord, les dues darreres no recollides al DIEC.
El terme "Rhamnus" deriva del cèltic "ram= arbust espinós" per les espines d'algunes espècies. Per la seva part "frangula" deriva del llatí "frangere=trencar" degut a la fragilitat de les seves branques, i "alnus" pròpiament és el nom genèric del vern.

## Ecologia
La seva distribució mundial és bàsicament eurosiberiana, sobretot de boscos i llocs humits. A Espanya es troba a la major part de la península, però principalment a la meitat septentrional, des de la comarca d'Olot fins a Galícia. I al Principat a zones de Barcelona, Girona, i Lleida.
És freqüent trobar-la a boscos acidòfils de riberes, bardisses, i a clarianes de boscos humits. Propera a la segona línia respecte als rius i escassa a l'alta muntanya.

## Descripció
Arbust o petit arbre caducifoli de fins a 6 metres d'alçada.
La rel és axonomorfa i obliqua.
La tija és llenyosa, corbada, de color vermellós-grisenc, i presenta petites taques que es denominen lenticel·les, que són clares i es disposen transversalment.
Les fulles són simples, alternes, peciolades, punxegudes, el·líptiques, esparses i de 2-7 cm de longitud, amb 7-9 parells de nervis laterals molt arquats i marcats. La divisió del marge és entera, amb l'àpex agut. Són d'un color verd intens, tot i que l'anvers és una mica més clar. És glabrescent.
Les flors són hermafrodites. Respecte a la inflorescència, destacar que és de cimes umbel·liformes, situades a l'axil·la de la fulla i soldades a la base.

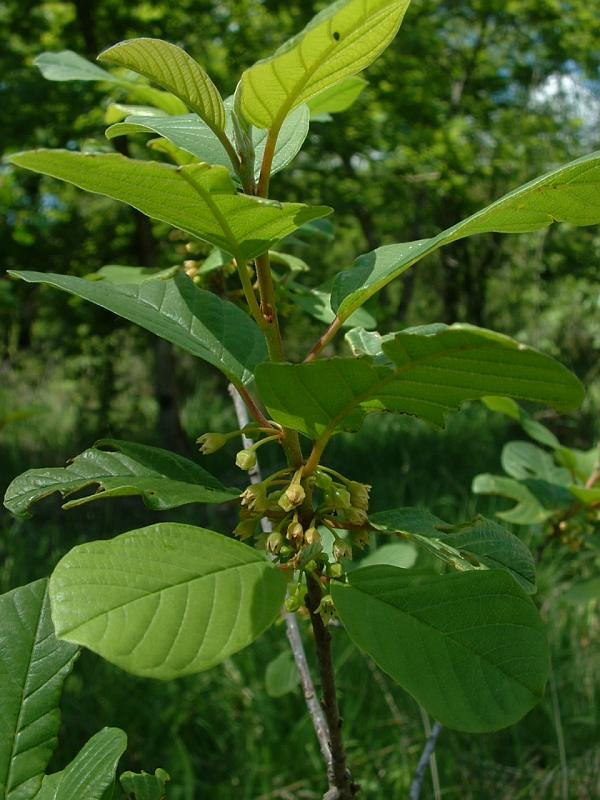
Flors de fràngula

El calze té una pilositat vermellosa com el pedicel, format per 5 sèpals soldats formant un tub. La corol·la està formada per 5 pètals blancs-groguencs, més curts que els sèpals i tenen la làmina doblegada, on cadascun protegeix al seu interior un estam de filament curt.
L'androceu consta de 5 estams oposipètals; el gineceu té l'ovari lliure, ovoide amb un estil i un estigma obtús. Floreix a partir de l'abril.
El seu fruit és una drupa globosa de 6-10 mm, inicialment de color verd, després vermella i negre brillant al madurar. Els fruits tenen poc sabor i en el seu interior contenen dues o tres llavors comprimides, ataronjades, rodones o angulars. Fructifica de setembre a novembre.

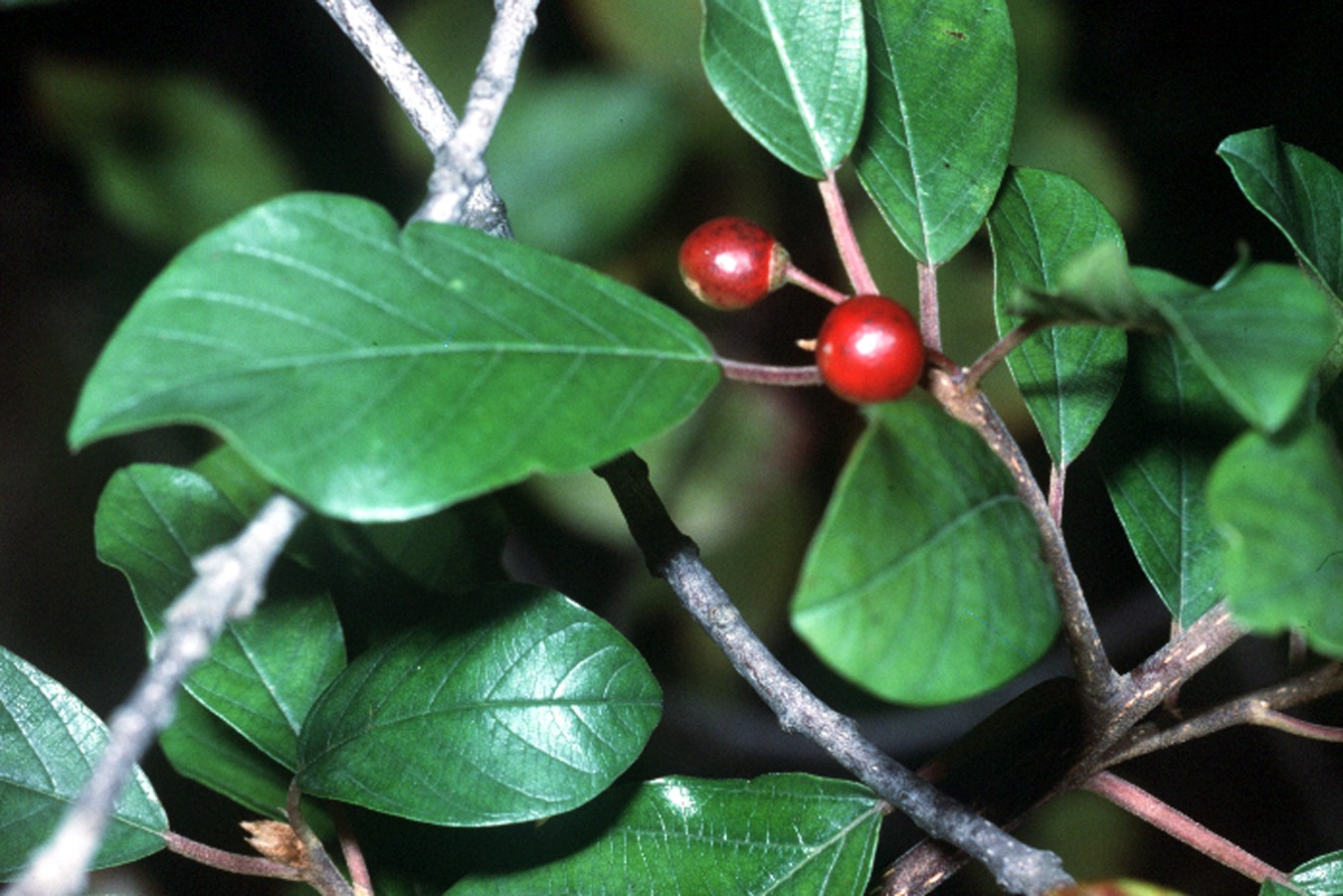
Fruit de fràngula

## Cultiu
Planta fàcilment cultivada que creix en qualsevol bon terra, preferint les condicions àcides a neutres. Creix bé en terres humits o torbosos. Prefereix un terra moderadament fèrtil en sol o semiombra. Creix bé en terres mullades però no si són inundades d'aigua. No li agrada la sequera o l'exposició als vents forts. Les plantes són robustes a, com a mínim, -15 °C.

## Farmacologia

### Part utilitzada (droga)
La droga està constituïda per l'escorça dessecada dels troncs i les branques. Es presenta en trossos enrotllats a tall de canuts senzills o dobles o també trossos aplanats, de diferents longituds i de fins a 2 mm de grossor. La droga tallada està constituïda per trossos plans o corbats cap a dins.
La superfície externa és de color bru vermellós a bru grisenc, va de brillant a opaca, és llisa o presenta fines estriacions, manca de ritidoma i posseeix nombroses lenticel·les blanquinoses allargades transversalment. Raspant amb compte apareix un teixit de color vermell. La superfície interna és de color groc ataronjat a marró clar, amb estries longitudinals evidents.

### Principis actius
Principalment heteròsids antraquinònics, en particular les glucofrangulines A i B (o glucofrangulòsids A i B), que són heteròsids bidesmosídics de la frangulaemodina amb glucosa i ramnosa (glucofrangulina A) o apiosa (glucofrangulina B); frangulines A i B, amb una glucosa de menys respecte a les glucofrangulines A i B; i també frangulaemodina-8-O-glucòsid. Conté no menys d'un 7,0% de glucofrangulines, expressats com glucofrangulina A.
En l'escorça fresca, les glucofrangulines estan presents sobretot en forma reduïda, com heteròsids antrónics i diantrònics (principalment com ramnòsid/glucòsid de frangulaemodinaantrona). Mitjançant emmagatzemament (no pas menys d'1 any) o envelliment artificial (per exemple, escalfant la droga en corrent d'aire), es transformen en la forma oxidada. Al mateix temps les glucofrangulines es degraden en part a frangulines o a frangulaemodina-8-O-glucòsid, i per acabar al aglicó frangulaemodina.
A la droga es troben també fisció i crisofanol, en forma lliure i monoglicosilada; mucílags i enzims (rhamnodiastases).
L'escorça de frángula conté així mateix 2-acetil-1,8-dihidroxinaftalè, que és volàtil en corrent de vapor d'aigua, i el seu 8-O-glucòsid, a més de tanins i petites quantitats d'alcaloides peptídics (frangulanina, franganina).
En el fruit s'ha trobat crisofanol, aloe-emodol i aloe-emodoldiantrona.

### Acció farmacològica i propietats
Actua com a laxant a nivell d'intestí gros, emprant-se en casos de restrenyiment ocasional i fins i tot crònic, originats per atonia de l'intestí gros, però també per l'aparició d'espasmes (constipació espàtica), i en malalties en les quals sigui necessària una fàcil defecació amb excrements tous (fissures anals, hemorroides, i després d'operacions quirúrgiques anorectals). També està recomanada per la neteja intestinal prèvia a les operacions quirúrgiques o les exploracions radiològiques. L'acció de la droga comença unes 6-8 hores després de la seva ingestió.
Amb la planta fresca o a dosis elevades, l'escorça de la fràngula és purgant, però una vegada seca el seu efecte és més suau.
Pel que es refereix al mecanisme d'acció, les substàncies són transportades fins a l'intestí gros en forma d'antracenòsids i allà, els bacteris hidrolitzen les esmentades substàncies i les redueixen a antrones o antranols, que constitueixen les formes farmacològicament actives. Les esmentades antrones i antranols impedeixen l'absorció d'aigua i electròlits per inhibició de la Na+/K+-ATPasa de l'epiteli intestinal. D'altra banda, a través de l'augment de la permeabilitat de les unions estretes entre les cèl·lules endotelials, augmenta també la secreció d'aigua cap a la llum intestinal. Això estimula el peristaltisme i accelera el transport del contingut intestinal.
És important subratllar que s'admet només l'ús de la droga envellida, almenys durant 1 any, per considerar que les antrones de l'escorça fresca irriten considerablement la mucosa gàstrica, causant vòmits, còlics i també diarrees hemorràgiques.

### Altres usos farmacològics
- Efecte antifúngic: L'extracte de Rhamnus frangula i emodina va mostrar la següent inhibició: Trichoderma viride 63% i 31% respectivament; Doratomyces stemonitis 45% i 41%; Aspergillus niger 41% i 41%; Penicillium verrucosum 25% i 18%; Alternaria alternata 39% i 56%; Aueobasidium pullulans 46% i 41%; Mucor mucedo 68% i 48%.
- Efecte antivíric: Les antraquinones que s'han extret d'una varietat de plantes són directament antivíriques pels virus amb càpsula.
- Efecte antibacterià: Hi ha una possible relació entre la dosi resposta a emodina i la inhibició del creixement i el dany en el DNA en H. pylori.

### Formes galèniques/posologia
Ús intern:
- Decocció o maceració: 5 a 10 g per litre. Bullir 15 minuts, deixar macerar 2 hores. Prendre al ficar-se al llit.
- Pols: 1 a 2 g al dia, com a laxant, i 4 a 5 g/dia com purgant, en càpsules de 0,5 g.
- Extracte fluid (1:1): 20-80 gotes al dia.
- Tintura (1:10): 15 a 30 gotes una a tres vegades al dia, abans dels menjars.
- Extracte sec (5:1): 100 a 300 mg/dia, en una a tres preses.Com a laxant, recomanem administrar una dosi abans de ficar-se al llit. L'efecte es produeix aproximadament a les deu hores.
- Nebulitzat: 50-150 g al ficar-se al llit.
- Tisana laxant: càrvit 20 g; menta piperita 30 g; fulles del sen 10 g; fràngula 30 g; 1-2 cullaradetes per tassa, es deixa en infusió 10 minuts i es pren al ficar-se al llit.

Ús extern: Compreses de tintura (1:10).
La dosi individual correcta és la mínima necessària per aconseguir l'efecte.
En adults preparacions equivalents a 15-25 mg de glucofrangulòsids, expressats com a glucofrangulòsid A, pres a la nit en una dosi única. No és recomanable la seva administració a nens menors de 12 anys.

### Toxicitat
No hi ha estudis sobre la toxicitat de dosis úniques, ni sobre la toxicitat de dosis repetides, ni sobre la toxicitat reproductiva o la carcinogeneïtat. S'ha demostrat que extractes de fràngules diferents són genotòxiques en diversos sistemes in vitro (mutació bacteriana, aberració cromosòmica i reparació de l'ADN en cèl·lules de mamífers). No es van observar increments de les mutacions en un assaig de mutació de gens amb cèl·lules de mamífer. Es van observar signes de la genotoxicitat potencial de l'emodina- principal laxant de la fràngula- en diversos sistemes (bacteris i cèl·lules de mamífer in vitro). Altres antraquinones van donar també resultats positius en experiments limitats.
Els fruits són tòxics i la seva ingesta pot provocar vòmits, cefalees, trastorns gastrointestinals i fins i tot convulsions.

### Contraindicacions
La fràngula no s'ha d'usar en casos d'obstrucció intestinal, estenosi, atonia, malalties inflamatòries del còlon (p.ej., malaltia de Crohn, colitis ulcerativa), dolor abdominal d'origen desconegut, ni en estats greus de deshidratació amb pèrdua hidroelectrólítica.

### Precaucions
Com ocorre amb tots els laxants, l'escorça de fràngula no s'hauria d'administrar en presència de símptomes abdominals aguts o persistents sense diagnosticar. Si es necessita administrar laxants diàriament, s'ha d'investigar la causa del restrenyiment. S'ha d'evitar l'ús de laxants a llarg termini; l'ús durant més de dues setmanes requereix supervisió mèdica. L'ús sistemàtic pot produir pigmentació del còlon (seudomelanosis coli), que és innòcua i reversible després de la suspensió del tractament.
L'abús, amb diarrea i consegüent pèrdua hidroelectrolítica, pot provocar dependència (amb una possible necessitat d'augmentar les dosis), pertorbació de l'equilibri de l'aigua i els electròlits (principalment hipocalemia) i còlon atònic amb insuficiència funcional. La ingestió de laxants que contenen antranoids, quan se supera l'ús a curt termini, pot causar un agreujament del restrenyiment.
La hipocalemia pot produir disfunció cardíaca i neuromuscular; especialment, si s'ingereixen glucòsids cardiotònics, diürètics i corticoesteroides. L'ús sistemàtic pot provocar albuminúria i hematúria.

### Interacció amb altres medicaments i altres formes d'interacció
La hipocalèmia (conseqüència de l'abús a llarg termini de laxants) potencia l'acció dels glucòsids cardiotònics i interacciona amb els fàrmacs antiarrítmics i amb els que indueixen la reversió a ritme sinusal (p. ex., la quinidina). L'ús concomitant amb altres fàrmacs que indueixen la hipocalèmia (p. ex., diürètics de tiazida, adrenocorticosteroides i arrel de regalèssia) poden augmentar el desequilibri electrolític.

### Embaràs
La fràngula no es recomana durant l'embaràs. No hi ha informes sobre els efectes adversos o danyins durant l'embaràs o sobre el fetus, quan s'usa segons un règim de dosis recomanat. Tanmateix, les dades experimentals sobre el risc genotòxic de certs antranoids -per exemple, emodina, crisofanol, fisciona i extracte de fràngula- no estan recolzats amb estudis suficients per eliminar la possibilitat d'un risc.

### Lactància
La fràngula no es recomana durant la lactància materna, perquè no hi ha dades suficients sobre l'excreció dels seus metabolits en la llet. Tanmateix, se sap que petites quantitats de metabolits actius d'altres antranoids (p. ex. reïna) s'excreten en la llet materna. No s'ha descrit un efecte laxant en lactants alimentats amb llet materna.

## Història
Segons Flückiger, el primer autor que va esmentar les propietats purgants de la fràngula va ser Piero Crescenzi, nascut a Bolonya a començaments del segle xiii, que la va denominar anormis o avornus; però tals virtuts van romandre ignorades pels farmacòlegs durant llargs anys. Dels botànics del Renaixement, el primer que va descriure aquesta espècie va ser Hieronymus Bock, per sobrenom Tragus, en "De Stirpium ....libri", de 1552, però encara desconeixia els seus efectes purgants. Mattioli, en l'edició de 1554, parla ja de la fràngula i de la seva escorça, que "purga i tonifica com la del ruibarbre, expulsa la bilis, la pituita i els humors dels hidròpics. És un purgant molt suau -diu- que neteja admirablement el fetge i el vigoritza fins a tal punt, que certs subjectes afectats de cirrosi i malalts de la melsa, han arribat a guarir. L'escorça externa és astringent, la interna, depurativa. Però sol ha de ser emprada seca, la verda produeix vòmits".
A partir de llavors, els apotecaris donaven a l'escorça de la fràngula el nom de ruibarbre de pobres (rhabarbarum plebeiorum).
El Còdex Farmacèutic britànic 1911, el Dispensatory dels Estats Units d'Amèrica 1918 i l'Ecletic Materia Medica, Farmacologia i Terapèutica, 1922 esmenten l'escorça de fràngula com a purgant.
En el seu "Manual de Materia Medica i Farmacologia" Culbreth 1927 menciona l'ús com a purgant, tònic i diürètic. L'efecte s'assembla al ruibarbre i sen, encara que més suau. Les altres indicacions són hidropesia, restrenyiment durant l'embaràs i, com a ungüent de l'escorça fresca, per afeccions parasitàries de la pell, coïssor, etc.
Hager 1927 es refereix a l'escorça de fràngula com un "barat i eficaç laxant". L'escorça de fràngula s'indica com també eficaç per a queixes de morenes i per a malalties del fetge, com a decocció sovint juntament amb sulfat de sodi. La intoxicació provoca còlics, i l'escorça fresca provoca vòmits.
Thoms 1931 també descriu l'ús com un suau i eficaç laxant.
Fisher 1966 menciona l'ús per al restrenyiment i totes les malalties, que poden ser associades amb el restrenyiment, com el dany en el fetge, dolor de la bufeta, però fins i tot mal de cap i disminució de la potència intel·lectual, vertigen, disminució de l'habilitat per veure-hi i concentrar-se, i palpitacions.
Dragendorff 1967 descriu l'efecte emètic de l'escorça fresca i l'efecte laxant de l'escorça assecada. Addicionalment, hi ha una menció que l'escorça està utilitzada externament per a la sarna. No especifica la preparació utilitzada.
A Martindale 1967 l'escorça de fràngula es descriu com a purgant suau amb propietats similars als del cascall sagrat (Rhamnus purshiana).

## Altres usos no medicinals
La fusta té utilitat a la cistelleria. També té ús a l'homeopatia com a purgant, depuratiu i antireumàtic. Antigament s'utilitzava per a curtir el cuir. L'escorça bullida en llet fou utilitzat per a la sarna i bullida en vi o vinagre fa una loció pel mal de queixals. La fusta proporciona un carbó de molt bona qualitat. Els fruits de la fràngula s'han utilitzat per fabricar tint vermell.